# Mjellem & Karlsen Verft
 Mjellem & Karlsen Verft var ett norskt varvsföretag i Bergen.
Varvet grundades 1891 av Frantz Olav Mjellem och Ole H. Karlsen och var lokaliserat till stadsdelen Møhlenpris vid Puddefjorden. Det specialiserade sig på att bygga mindre ångfartyg i stål. År 1894 köpte varvet Møhlenpris Mekaniske Verksted. Ole H. Karlsen lämnade 1909 företaget, vilket senare ombildades till ett aktiebolag med Christian Michelsen och Christopher Kahrs som ägare. Efter Frantz Olav Mjellems död 1961 tog sonen Eilert Mjellem över ledningen. Efter honom var sonen Frantz Mjellem chef till 1984.
Från 1985–1986 ägde Helge Stokke (Svein Hatvik A/S) och paret Gerda och Eilert Mjellem hälften var av företaget. År 1991 köpte Mjellem & Karlsen BMV Laksevåg från Ulsteingruppen.
I 2002 sålde dåvarande ägarna Helge och Linda Stokke varvet till finansmannen Carl Fredrik Seim och Tor Arne Uppstrøm (Njari Holding AS), varefter de nya ägarna satte det i konkurs efter fem veckor. 

## Bildgalleri

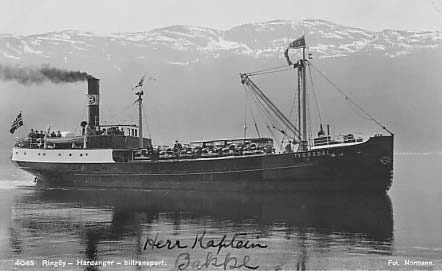
S/S Tyssedal, byggd 1912, varvsnummer 44
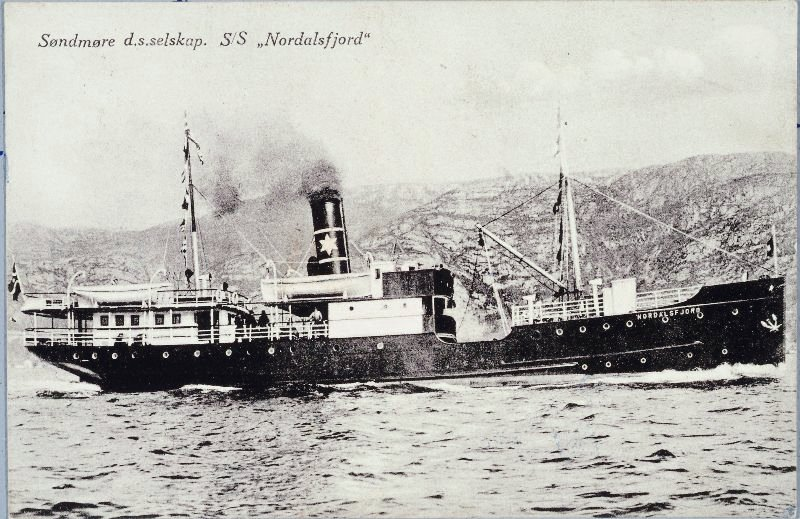
S/S Nordalsfjord, byggd 1914, varvsnummer 51
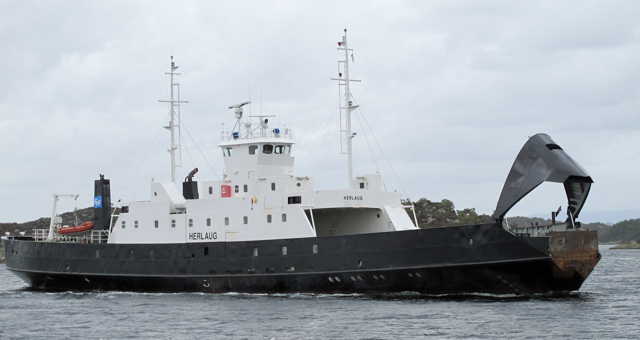
M/F Herlaug, byggd 1973, varvsnummer 114
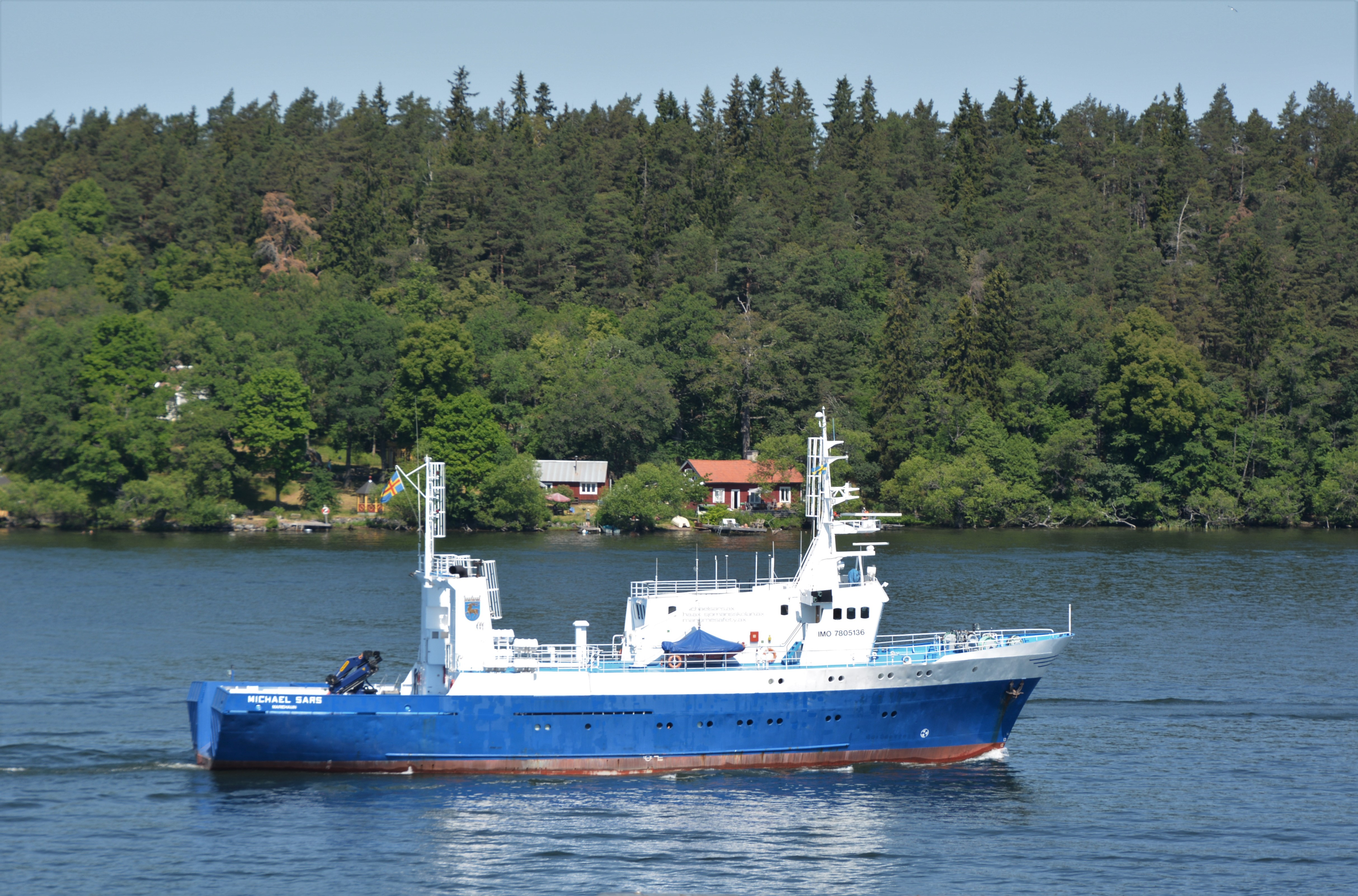
Forskningsfartyget Michael Sars, nu åländskt skolfartyg, byggt 1979
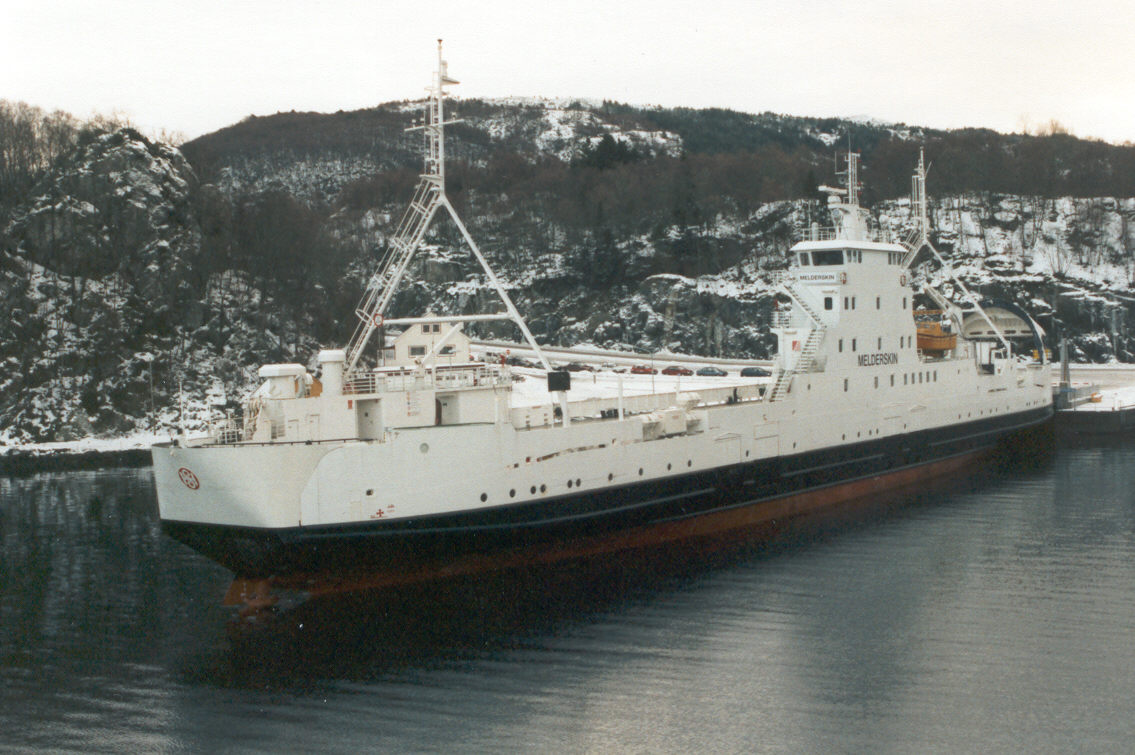
M/F Melderskin, byggd 1985, varvsnummer 135